# Territoire du Sud-Ouest
1790–1796
Entités précédentes :
- États-Unis ( Caroline du Nord)

Entités suivantes :
- États-Unis ( Tennessee)

Le territoire du Sud-Ouest, officiellement appelé territoire au sud de la rivière Ohio (Territory South of the River Ohio), était un territoire organisé des États-Unis, qui correspond à l'actuel État du Tennessee. Il fut formé par l'ordonnance du Sud-Ouest le 26 mai 1790, à partir de terres cédées par le gouvernement de la Caroline du Nord, et disparut lorsque le Tennessee devint un État, le 1er juin 1796.
Le nom « territoire au sud de la rivière Ohio » suggère une région bien plus étendue que l'actuel Tennessee. Mais si le Kentucky se trouve au sud de l'Ohio, il faisait encore partie de la Virginie à l'époque, et le resta jusqu'à son entrée dans l'Union, en 1792. Les terres situées au sud du Tennessee étaient soit toujours réclamées par la Géorgie, soit disputées avec l'Espagne. Une partie de ces terres fut organisée sous le nom de territoire du Mississippi en 1798, deux ans après la disparition du territoire du Sud-Ouest.

## Évolution du territoire

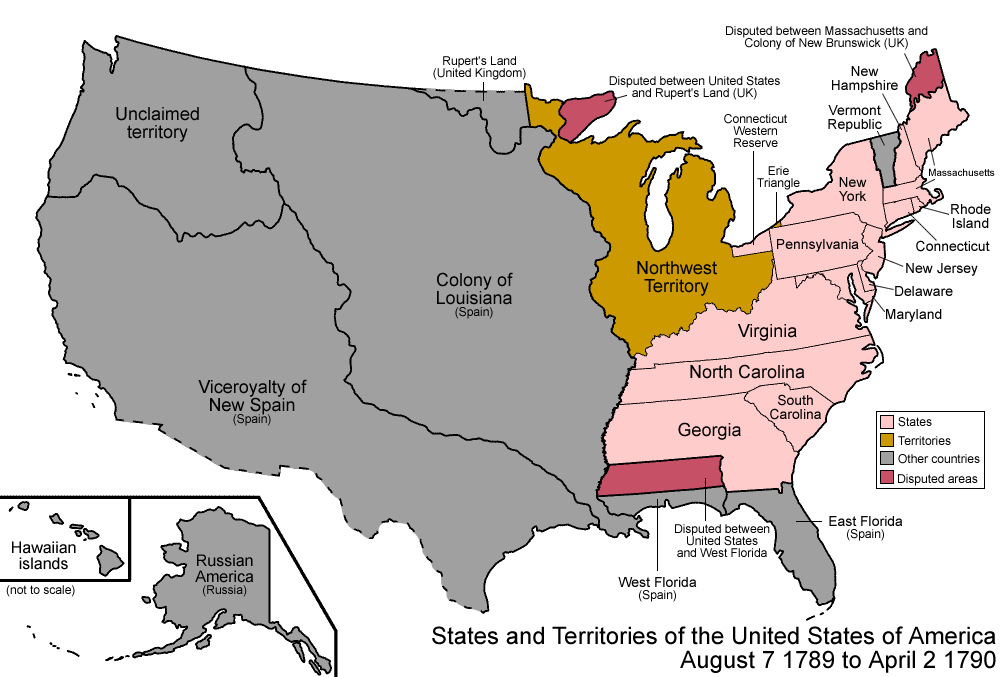
Les États en mars 1790.
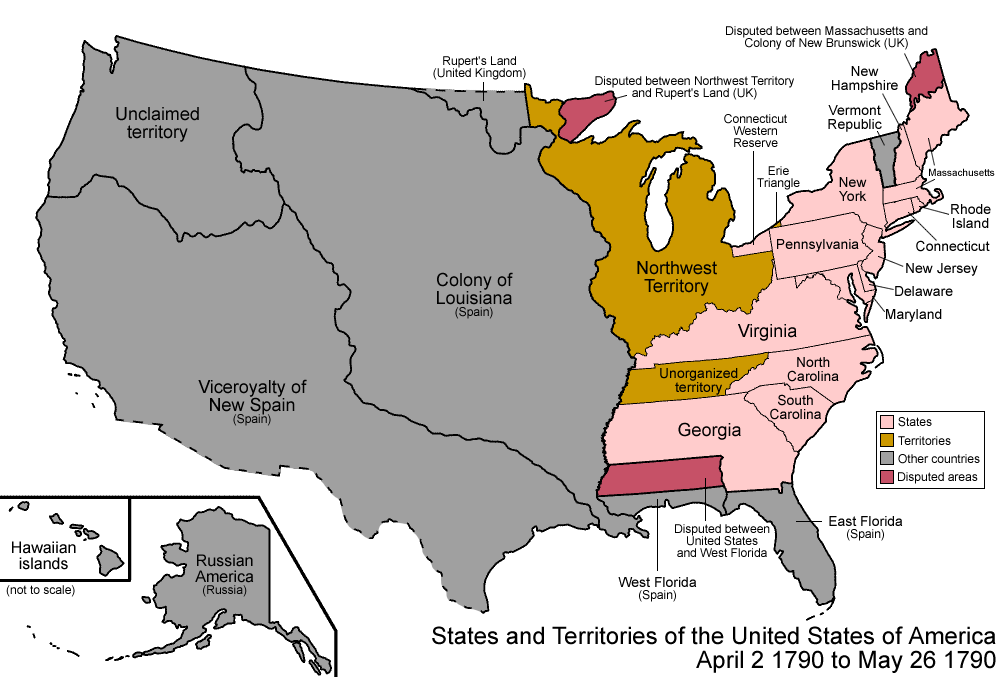
Détachement de la Caroline du Nord d'avril à mai 1790.
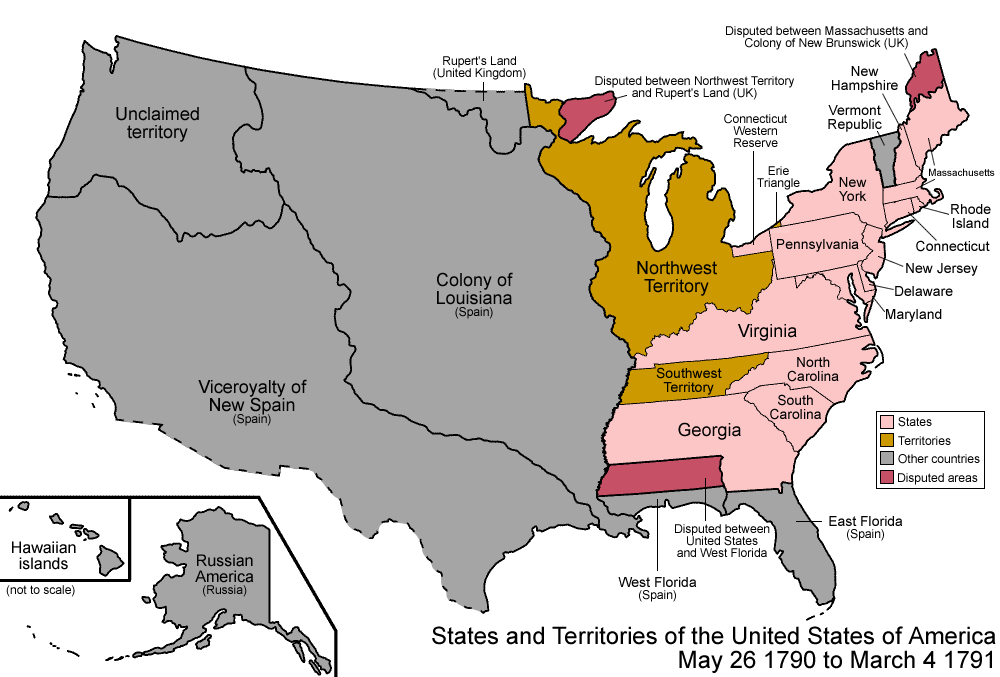
Formation du territoire du Sud-Ouest en mai 1790.

## Source
- (en) Cet article est partiellement ou en totalité issu de l’article de Wikipédia en anglais intitulé « Southwest Territory » (voir la liste des auteurs).